# الدوري السلوفيني لكرة القدم 1977–78
الدوري السلوفيني لكرة القدم 1977–78 هو موسم من الدوري السلوفيني لكرة القدم ‏. فاز فيه NK Svoboda Ljubljana ‏.